# The John Lennon Collection
The John Lennon Collection es el segundo álbum recopilatorio (el primero póstumo) que contiene las canciones y material inédito grabadas en 1969 a 1980 del músico británico, John Lennon, lanzado al mercado el 1 y el 8 de noviembre de 1982 a través Parlophone, EMI en el Reino Unido y por Geffen Records en los Estados Unidos.

## Historia
The John Lennon Collection es el primer álbum publicado tras el asesinato de Lennon el 8 de diciembre de 1980. El álbum incluye varios de los sencillos del músico y una selección de canciones de sus álbumes en solitario grabados entre 1970 y 1975 para EMI, así como otros temas de su último álbum de estudio, Double Fantasy, publicado por Geffen Records en 1980. (EMI adquiriría los derechos de distribución de Double Fantasy en 1989).
La selección de canciones incluidas en la primera parte del álbum es similar a la de Shaved Fish, el primer y único álbum recopilatorio de la carrera de Lennon recopilado por él mismo, con la excepción de los temas "Cold Turkey" y "Mother", que serían sustituidos por "Love" y "Woman Is The Nigger Of the World". La segunda mitad del álbum incluye la versión de "Stand By Me", grabada para el álbum Rock 'n' Roll, y la totalidad todas las canciones registradas para Double Fantasy, con la única excepción de "Cleanup Time".
En los Estados Unidos, el álbum vería la luz con una lista de canciones alterada, con "Happy Xmas (War Is Over)" y "Stand By Me" excluidas de la configuración final. En 1989, tras la adquisición de los derechos de distribución de Double Fantasy por parte de EMI, The John Lennon Collection sería remasterizada y reeditada a nivel global con dos temas adicionales para la edición en disco compacto: "Move Over Ms. L" y "Cold Turkey". La reedición en Estados Unidos de The John Lennon Collection en 1989 no incluiría los dos temas adicionales añadidos a la edición británica, pero sí rescataría de la primera edición "Happy Xmas (War Is Over)" y "Stand By Me".

## Recepción
Como primera publicación póstuma de Lennon, The John Lennon Collection tuvo reseñas positivas y alcanzó el primer puesto en el Reino Unido, a pesar de llegar tan sólo al #33 en Billboard, donde sería certificado al poco tiempo como triple disco de platino. En el Reino Unido, "Love" sería publicado como sencillo, alcanzando el puesto #41 en las listas.
Las fotos de la portada y la contraportada de The John Lennon Collection fueron tomadas por Annie Leibovitz el 8 de diciembre de 1980, el mismo día que fue asesinado a las puertas de su hogar por Mark David Chapman.

## Lista de canciones
Todas las canciones compuestas por John Lennon excepto donde se anota.
1. "Give Peace a Chance" - 4:52
2. "Instant Karma" - 3:20
3. "Power to the People" - 3:16
4. "Whatever Gets You Thru the Night" - 3:17
  - Incluye a Elton John en el piano y en los coros
5. "#9 Dream" - 2:46
  - Una versión completa del tema aparecería en la reedición de 1989
6. "Mind Games" - 4:12
7. "Love" - 3:22
8. "Happy Xmas (War Is Over)" (John Lennon/Yōko Ono) - 3:33
  - Originalmente excluida de la edición estadounidense
9. "Imagine" - 3:02
10. "Jealous Guy" - 4:14
11. "Stand by Me" (Jerry Leiber/Mike Stoller/Ben E. King) - 3:25
  - Originalmente excluida de la edición estadounidense
12. "(Just Like) Starting Over" - 3:55
13. "Woman" - 3:25
14. "I'm Losing You" - 3:57
15. "Beautiful Boy (Darling Boy)" - 4:01
16. "Watching the Wheels" - 3:31
17. "Dear Yoko" - 2:33
18. "Move Over Ms. L." - 2:56
  - Originalmente publicada como cara B del single "Stand By Me"
  - Tema extra añadido a la reedición del álbum en 1989
19. "Cold Turkey" - 5:01
  - Tema extra añadido a la reedición del álbum en 1989

- Datos: Q1931380